# Testudinaria geometrica
Testudinaria geometrica är en spindelart som beskrevs av Władysław Taczanowski 1879. Testudinaria geometrica ingår i släktet Testudinaria och familjen hjulspindlar. Inga underarter finns listade i Catalogue of Life.